# Blutschink
Der Blutschink (bisweilen auch Bluatschink, Bluetschinke oder Plutschinke genannt) ist ein dämonischer Wassergeist. Der Begriff leitet sich wahrscheinlich von „Blut“ und „Schinken“ (Schenkel, Fuß) ab, womit der Blutschink also der „Blutfuß“ wäre. Er ist nur in Tirol und einigen kleineren Örtlichkeiten bekannt.
Richard Beitl vermutet, dass die Bezeichnung Blutschink sich aus einem slawischen Wort entwickelt hat: Der błudnik sei ein Wasserdämon der slawischen Sage, und entspräche in der deutschen Natursage dem Irrlicht. Das abgeleitete Verb błudźić, bedeute etwa ‚verführen, ertränken, ersticken‘. Ursprünglich hätten kärntnerische Alpenslawen bei ihrer Ansiedlung diese Sagengestalt mitgebracht, als das Wort allerdings nicht mehr verstanden wurde, entwickelte es sich durch volksetymologische Umdeutung weiter. Die auffallend begrenzte regionale Bekanntheit des Blutschinks stütze ebenfalls diese These.
Der Blutschink wird wie folgt beschrieben: Der Oberleib gleicht einem kohleschwarzen, zotteligen Bären, die Beine jedoch sind, wenn auch sehr stark, menschlich und nackt. Zudem sind seine Beine blutrot, er soll förmlich triefen vor lauter Blut. Gerade wegen seiner Gewohnheit, Menschen zu fressen, wird dieser Dämon gefürchtet. Dabei soll er seinen Opfern erst das Blut aussaugen und sie danach fressen. Angeblich soll er sich nur in und um Gewässer herum aufhalten, wobei in Südtirol auch der Glaube verbreitet ist, dass er in Bohnen- und Mohnäckern auf Kinder lauert, um diese zu verschlingen.

## Trivia
Blutschinken bevölkern auch als raufsüchtige und geistig minderbemittelte Daseinsform Walter Moers’ Zamonien.